# 羅比森冰川
羅比森冰川（英語：Robison Glacier）是南極洲的冰川，位於毛德王后山脈，最終注入斯科特冰川，該冰川在1934年12月由美國探險隊發現，以美國上尉命名。
86°29′S 148°12′W / 86.483°S 148.200°W